# Johan Garmann (1780-1815)
 Der er flere personer med dette navn, se Johan Garmann.
Johan Garmann (født 11. juli 1780 i Talvik, død 4 . februar 1815) var norsk præst og stortingsmand.
Garmann var født i Talvik som søn af sognepræst Christopher Garmann og ægtefællen Maren Elisabeth Schanche.
Efter at have aflagt teologisk embedseksamen i 1801 arbejdede han i fem år som lærer ved Trondhjems Realskole og et år ved Trondhjems Latinskole. Han begyndte da som residerende kapellan i Orkdal og var her, indtil han blev udnævnt til sognepræst i Byneset præstegæld i oktober 1814.
Garmann var udsending fra Søndre Trondhjems Amt til det første overordentlige Storting sommeren 1814. Han døde nogle måneder senere, i februar 1815. Han var gift med Magdalene Elselene Wensell, datter af købmand Carsten Tostrup Wensell i Trondheim.